# 進軍蘭斯
進軍蘭斯（法語：Chevauchée vers Reims，1429年6月24日—7月16日）是英法百年戰爭期間，法蘭西王太子查理為了正式加冕為法蘭西國王，領軍深入勃艮第公國發生的一系列戰役。
在解除奧爾良之圍並且在帕提戰役獲得決定性勝利之後，終結了英格蘭—勃艮第聯軍的威脅。聖女貞德說服王太子查理前往蘭斯加冕。這次深入勃艮第人控制的領地作戰十分成功，讓查理七世自特魯瓦條約被剝奪繼承權之後重新獲得王位。

## 背景

法蘭西, 1428–1429
效忠英王亨利六世的地區
勃艮第公爵領土
效忠法王查理七世的地區
重要戰役
阿金庫爾戰役, 1415
貞德前往希農, 1429
進軍蘭斯, 1429

自1420年的特魯瓦條約，英王亨利五世要求王太子查理必須因為暗殺無畏的約翰交出王位繼承權給他的兒子亨利六世。亨利六世的母親是法王查理六世的女兒凱瑟琳，而他未來將會繼承英格蘭與法蘭西的王位。但是亨利五世死於1422年，而他的兒子尚未滿一歲，攝政權貝交給貝德福德公爵—蘭開斯特的約翰。聖女貞德介入王太子查理的權力爭奪之路被視為是一項奇蹟，在解除奧爾良之圍和帕提戰役後更甚。

## 向蘭斯進軍
雖然在1429年6月18日法軍打贏帕提戰役，造成英格蘭在巴黎的力量衰減，王太子查理仍然不願意前往被勃艮第控制的蘭斯，留在羅亞爾河畔敘利指揮軍隊撤回奧爾良，想和先王路易六世一樣在那裡完成加冕。然而在蘭斯進行加冕典禮將會帶來更大的震撼，因為能被視為一個新的奇蹟，證明他取得王位的神聖合法性。1429年5月23日，奧爾良剛解放時，貞德前往王家住所洛什和王太子進行第一次會談，6月21日4時在弗勒里修道院第二次嘗試說服他前往蘭斯。隔日，王太子在羅亞爾河畔新堡召開會議，命令軍隊在日安集結。

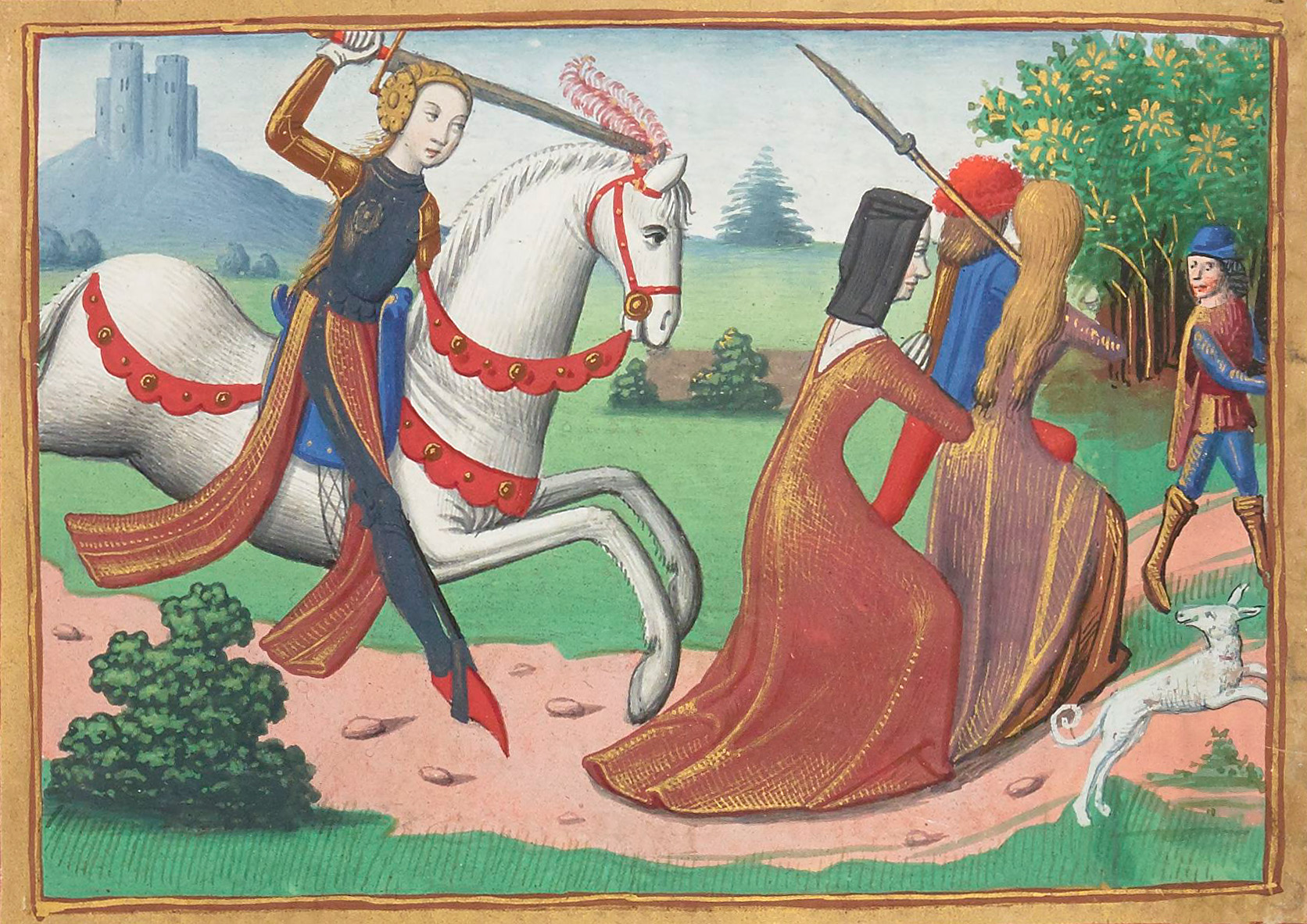
聖女貞德追逐妓女

6月24日，貞德帶著印有耶穌與瑪麗亞（Jhesus Maria）字樣的旗幟，裝備在都爾打造的鎧甲與配劍菲耶爾布瓦（Fierbois）抵達日安與王太子會合。隔日，王太子原先在日安集結的12,000名士兵暴增到33,000騎兵與40,000名步兵。法軍佔領了羅亞爾河畔博尼與聖法爾戈，貞德驅逐了想要跟隨軍隊的妓女，兩天後，1429年6月29日，王太子終於下令往蘭斯進軍。進軍過程一路順暢展現了英格蘭—勃艮第聯盟的脆弱以及人民恢復對王太子查理的信心。讓·德·迪努瓦表示法軍逼迫沿路城市開城投降的唯一戰術就是虛張聲勢。法軍將領吉爾·德·雷騎往蘭斯，希望為他的盟友們佔領的城市索取「贖金」。貞德在他的隊長們護衛下離開日安，這些隊長包含杜道·德·科莫松、拉海爾、安德烈·德·洛埃阿克、皮埃爾·德·里厄、讓·德·比埃、皮埃爾·貝蘇努、雅克·德·夏巴納、雅克·迪南、以及尚·普騰·桑特萊伊。在前往蘭斯路上，王室統帥阿爾蒂爾·德·里奇蒙派遣皮埃爾·羅斯特雷南向王太子告請脫隊為加冕典禮準備，兩人一同前往帕爾特奈。
7月1日，法軍經過歐塞爾，勃艮第守軍拒絕開城，城市代表交給喬治·德·拉特雷穆瓦耶2000枚金埃居，希望讓城市維持中立，並讓法軍自行補給並在城外紮營一夜，隔日王太子的軍隊便再度啟程。7月3日，聖夫洛朗坦不抵抗便投降，緊接著布里耶農也跟著投降。7月4日，軍隊抵達特魯瓦，城內的勃艮第守軍拒絕投降。經過4天的圍城，蘭斯大主教雷諾·沙特爾勸諫王太子暫停攻勢並和勃艮第人達成共識，會議成員也大多想要放棄圍城直接繞過特魯瓦前進，但貞德不同意，要求王太子的會議停止爭論，並向他承諾3天內會讓特魯瓦投降。貞德命令吉爾·德·雷等人準備大量木頭以填平壕溝，並架設攻城炮與攻城武器。7月9日，圍城的第5天，特魯瓦的市民恐懼法軍正式攻城而開城投降，但只讓王太子和隊長們進城，士兵在安布魯瓦茲·德·洛雷的指揮下於聖法過夜。

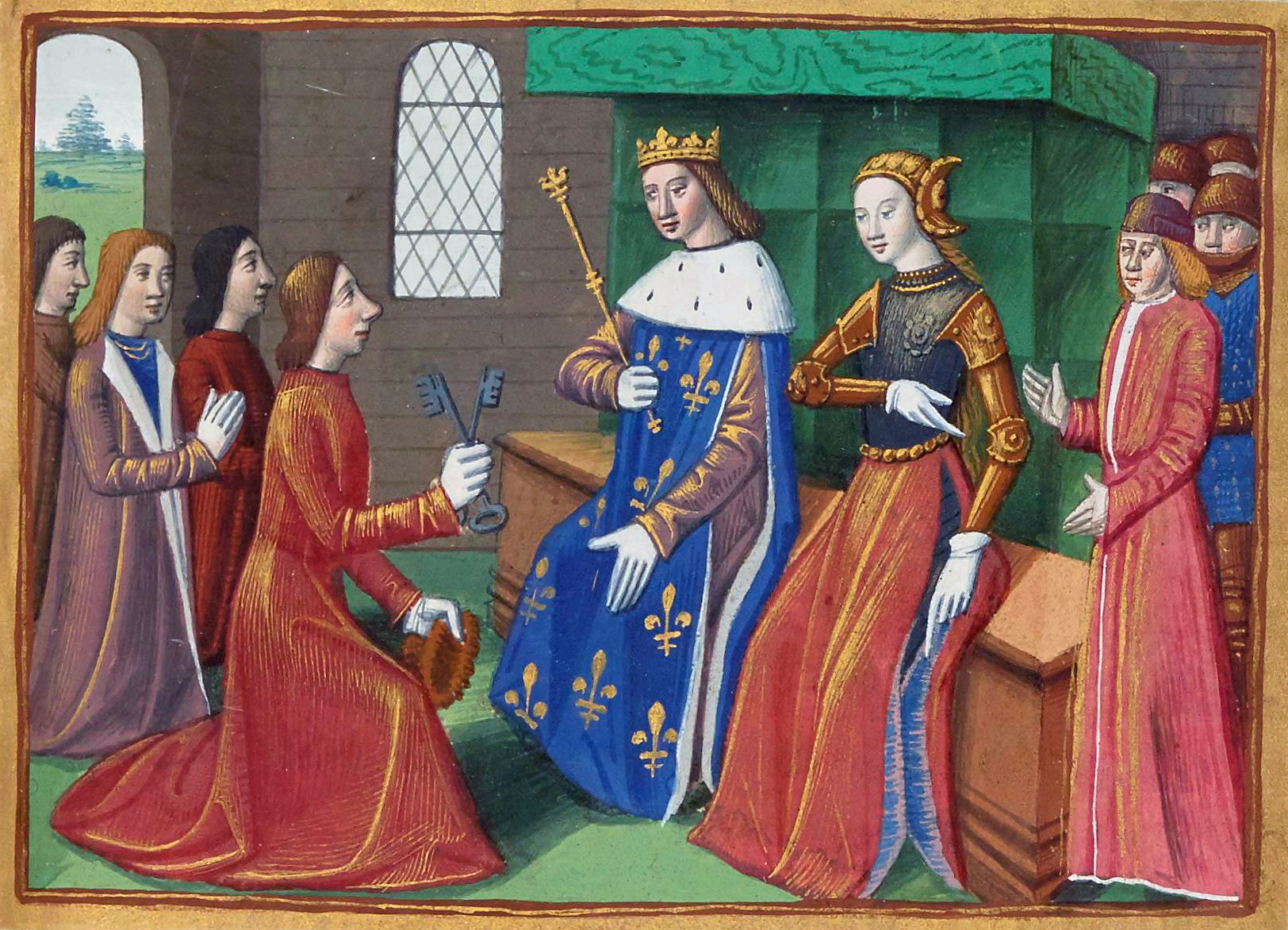
特魯瓦市民將城市鑰匙獻給查理七世與聖女貞德。

7月10日，勃艮第公爵好人菲利普由根據地拉昂抵達巴黎。由於貝德福德公爵不在巴黎，僅留下不到兩千英軍以及典禮官西蒙·莫耶和總督讓·德·拉博姆防守。菲利普感到不放心，重新任命羅浮宮總管讓·德·維利爾斯為總督，要他在貝德福德公爵離開期間防守巴黎。菲利普也派遣使者向王太子談和。
7月11日，王太子查理的軍隊終於離開特魯瓦，7月14日抵達沙隆，他們開城讓法軍進去過夜。
7月16日，星期六早上，好人菲利普離開巴黎返回拉昂，同日蘭斯大主教雷諾·沙特爾離開蘭斯前往21公里外的塞特索城堡迎接王太子。王太子呼籲蘭斯市民開城投降，起初蘭斯市民誓言要堅守六星期直到貝德福德公爵和好人菲利普前來支援，但在經過晚餐中的協商，他們讓王太子進入蘭斯過夜。同日安茹的勒內向王太子致上洛林公國的敬意。

## 加冕典禮
1429年7月17日，星期日早晨，貞德來到聖雷米修道院取得相傳由克洛維一世留下的聖油瓶，由宮廷統帥護送回蘭斯大教堂。
加冕典禮在蘭斯大教堂進行，王太子由蘭斯大主教雷諾·沙特爾進行聖油塗抹儀式。整個加冕儀式在當下的政治環境下經過大幅簡化，因為王冠、權杖、寶球都存放在聖但尼，被英格蘭控制。負責觀禮的6位傳統貴族代表皆不能到場，臨時由其他6名貴族代理。6位教會代表也只有3位參與，分別是蘭斯大主教雷諾·沙特爾，拉昂主教威廉·尚波與沙隆主教讓·薩爾布魯根，其他3位由斯姿主教、奥尔良主教和特鲁瓦主教代理。不過最重要的受膏儀式仍然順利完成，象徵王權的神聖合法性，讓王太子正式加冕為法蘭西國王查理七世。
貞德在加冕典禮上全程觀禮，並向國王致意：「高貴的王，現在正是上帝喜悅之時，祂期許我解放奧爾良之圍，並送您進入蘭斯完成神聖加冕以證明您是真王，整個法蘭西王國必將歸於您。」
查理七世現在經過上帝的任命，代表瓦盧瓦王朝成為合法君主，對抗蘭開斯特王朝，否認他最大的敵人貝德福的公爵，以及讓出法蘭西王位繼承權的先王查理六世。

## 後續
貝德福德公爵對查理七世成功加冕為王大為不滿，他回到巴黎強化軍力，在8月4日率領10,000人部隊離開巴黎，親自領軍挑戰查理七世。
8月15日，雙方發生蒙泰皮盧瓦戰役，英軍躲在貨車後等待法軍靠近，查理七世也記取克雷西、普瓦捷、阿金庫爾戰役與鯡魚之戰的教訓，不讓部隊衝鋒，而是嘗試對英軍謾罵叫囂嘗試引他們出戰。
雙方只有一些小規模接觸，沒有直接的正面衝突，經過一些小接觸並在大熱天下僵持了一天後，貝德福德公爵選擇撤回巴黎，查理七世隨後也跟上向巴黎周邊進軍。事後貝德福德向查理七世寫了一封信，內文中羞辱查理七世為偽王，並表達對貞德的痛恨。貝德福德也因此將貞德視為必須消滅的主要敵人，並在貞德被俘之後要求對她的審判並處決。

## 紀念碑
為了紀念蘭斯戰役500周年，加上紀念聖女貞德封聖，一系列的紀念碑沿著貞德與王太子前往蘭斯的路途上設立，地點包含：

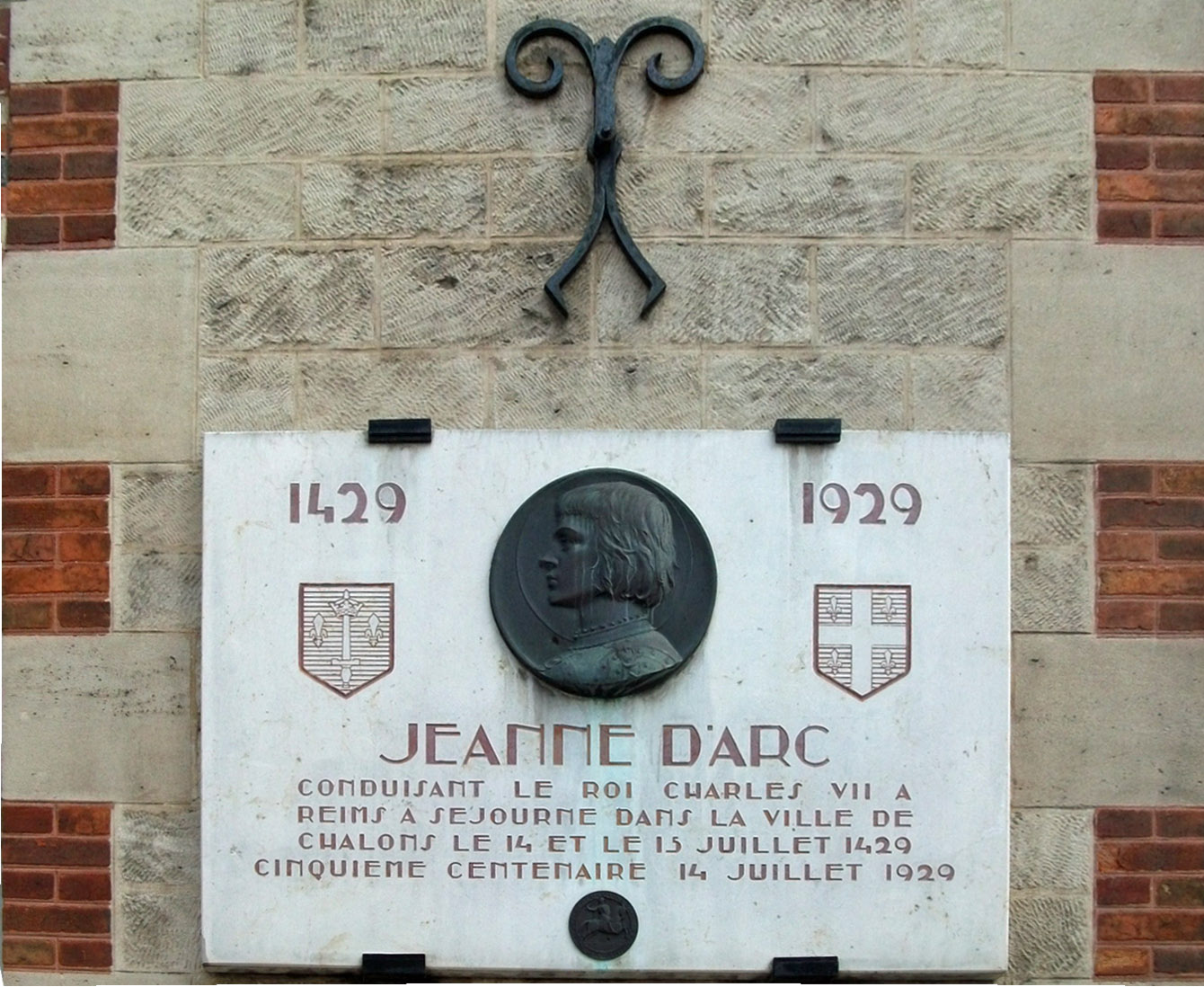
馬恩河畔沙隆
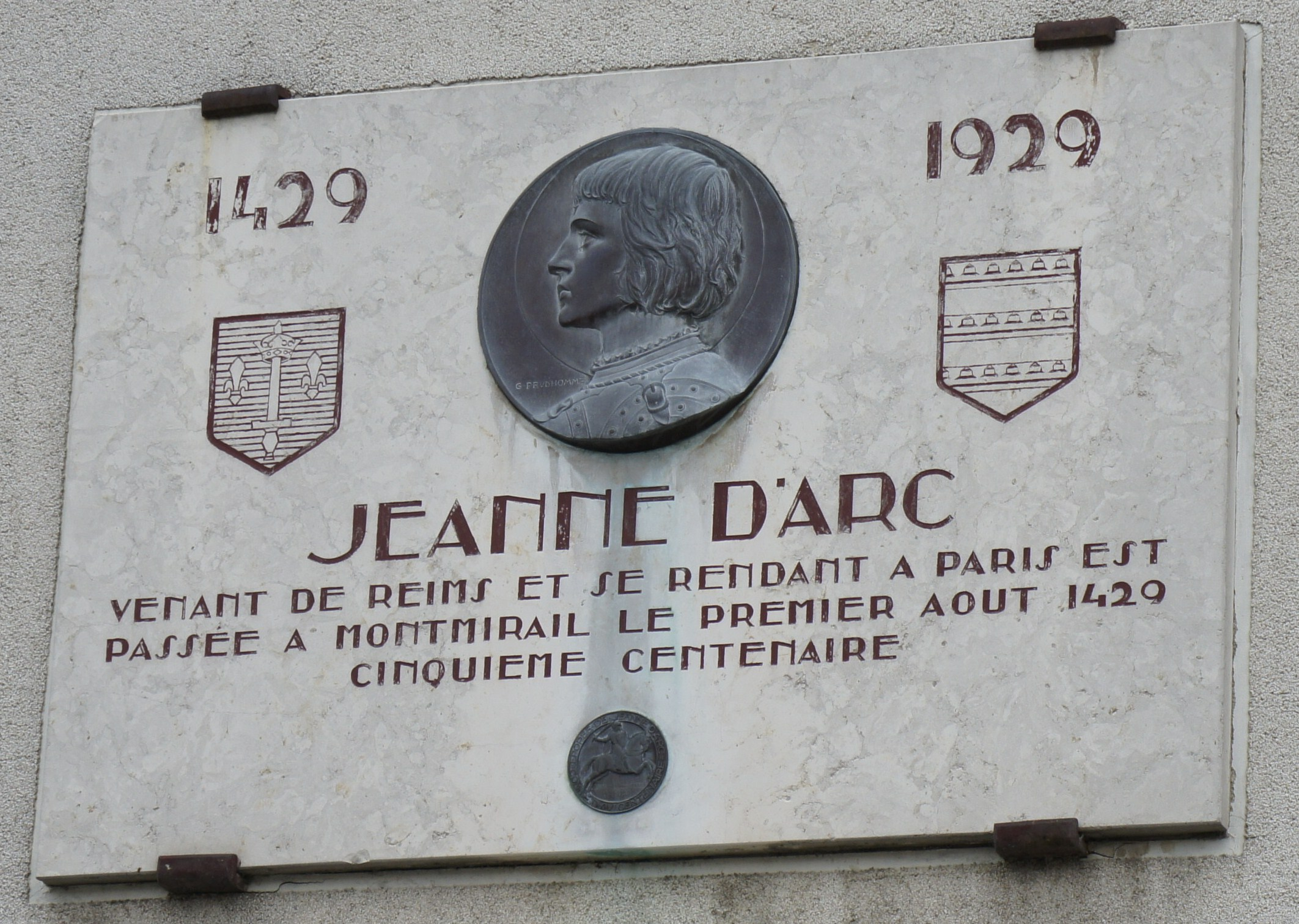
蒙米賴伊
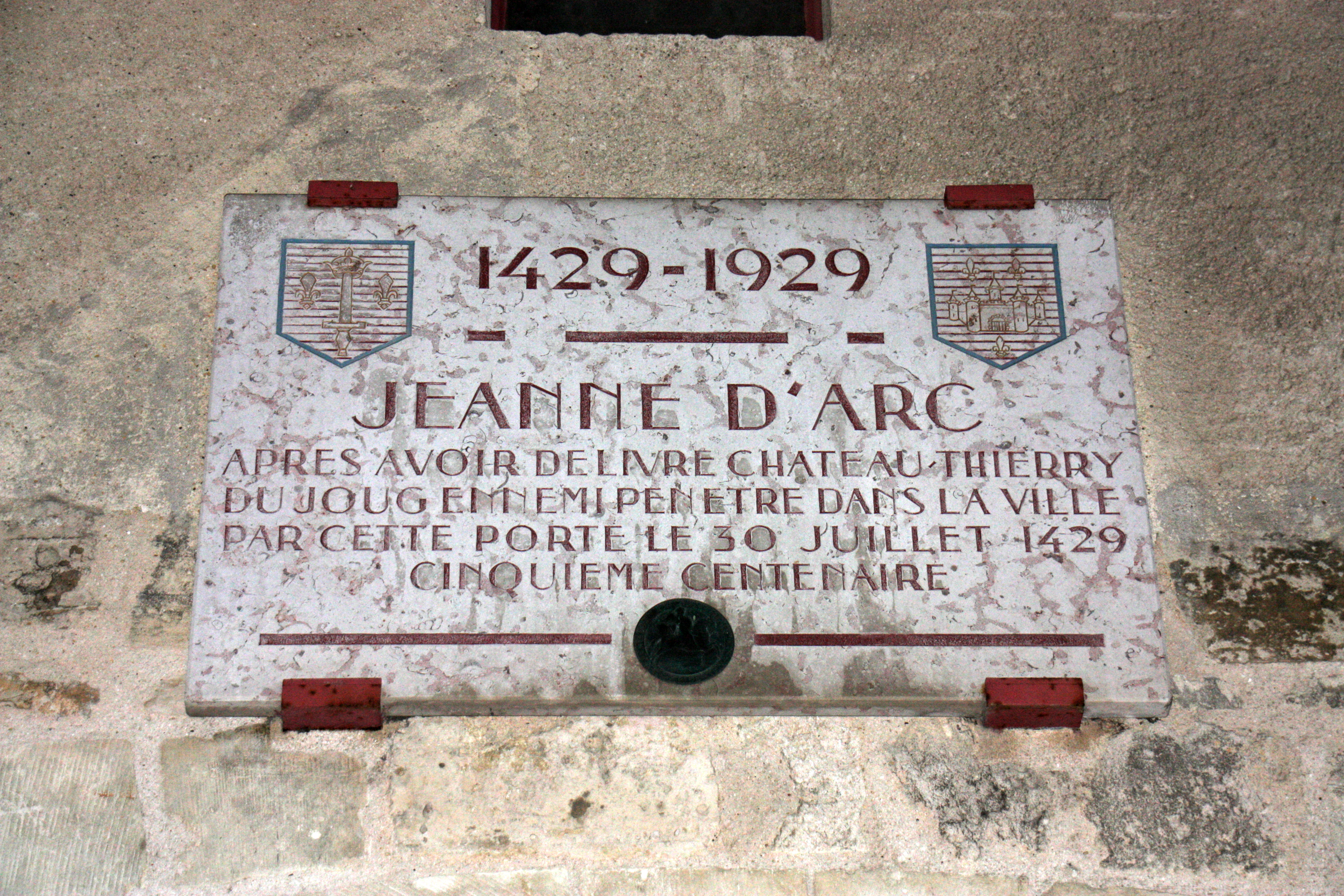
沙托蒂耶里
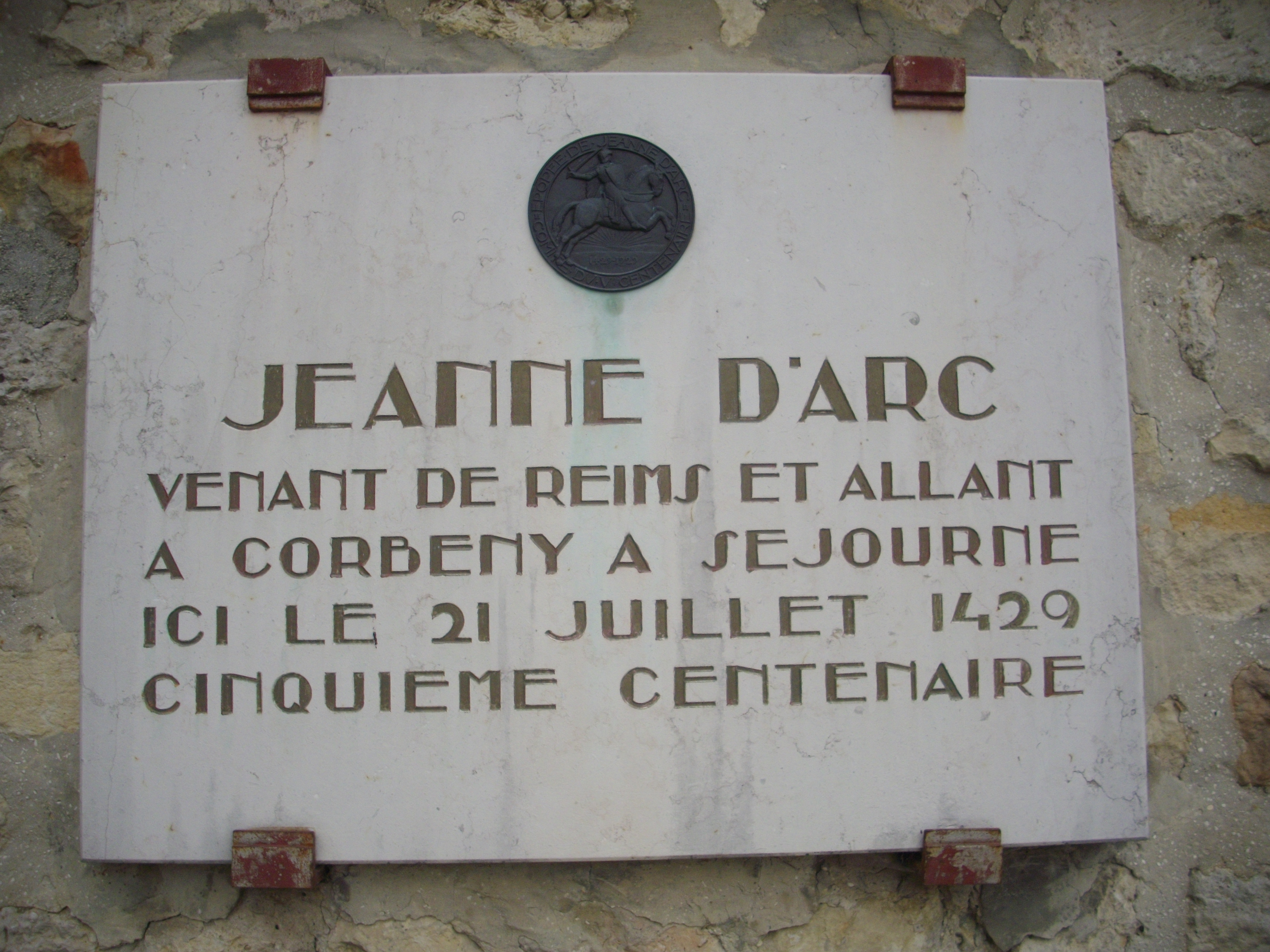
科爾米西
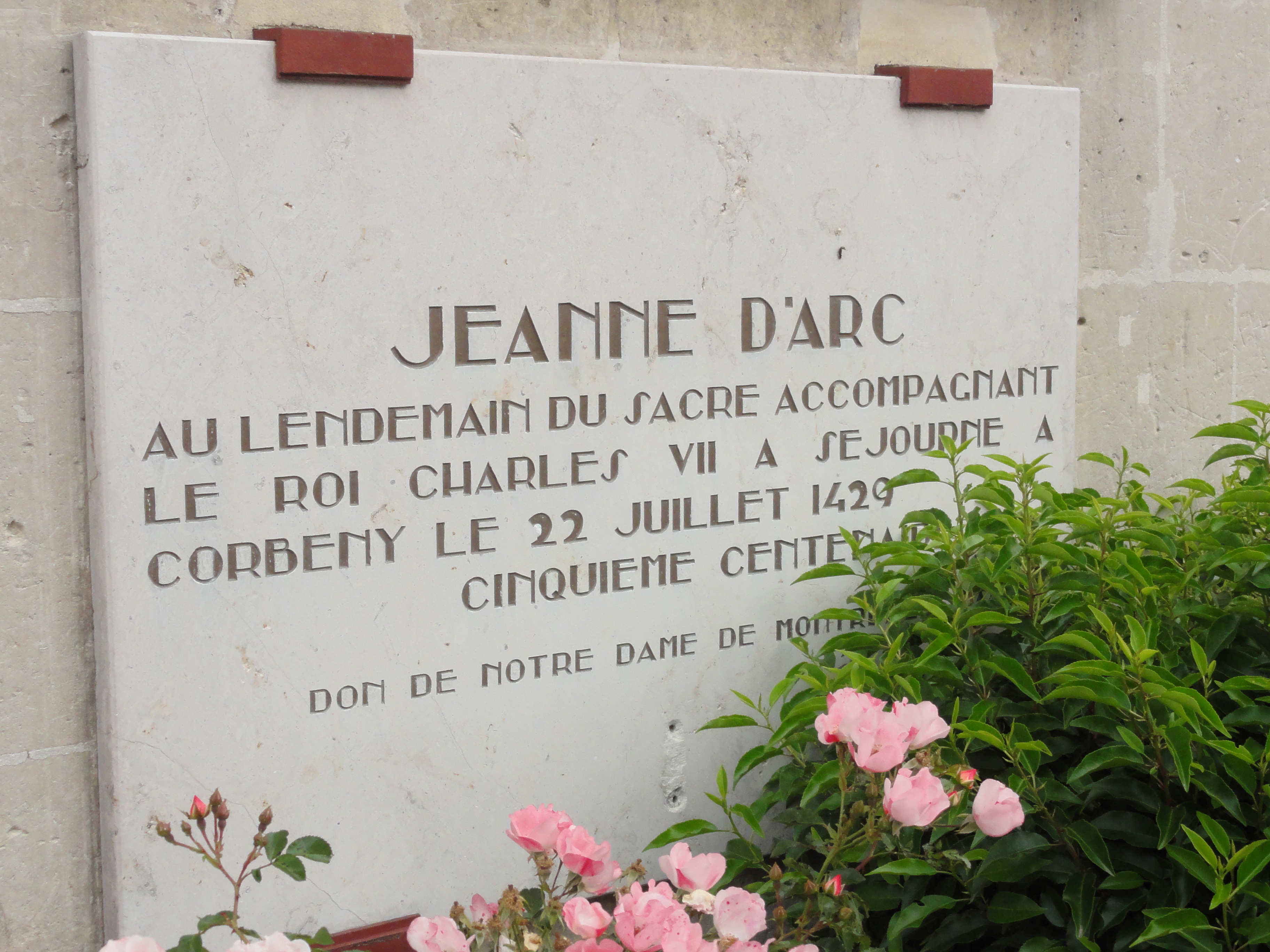
科爾貝尼
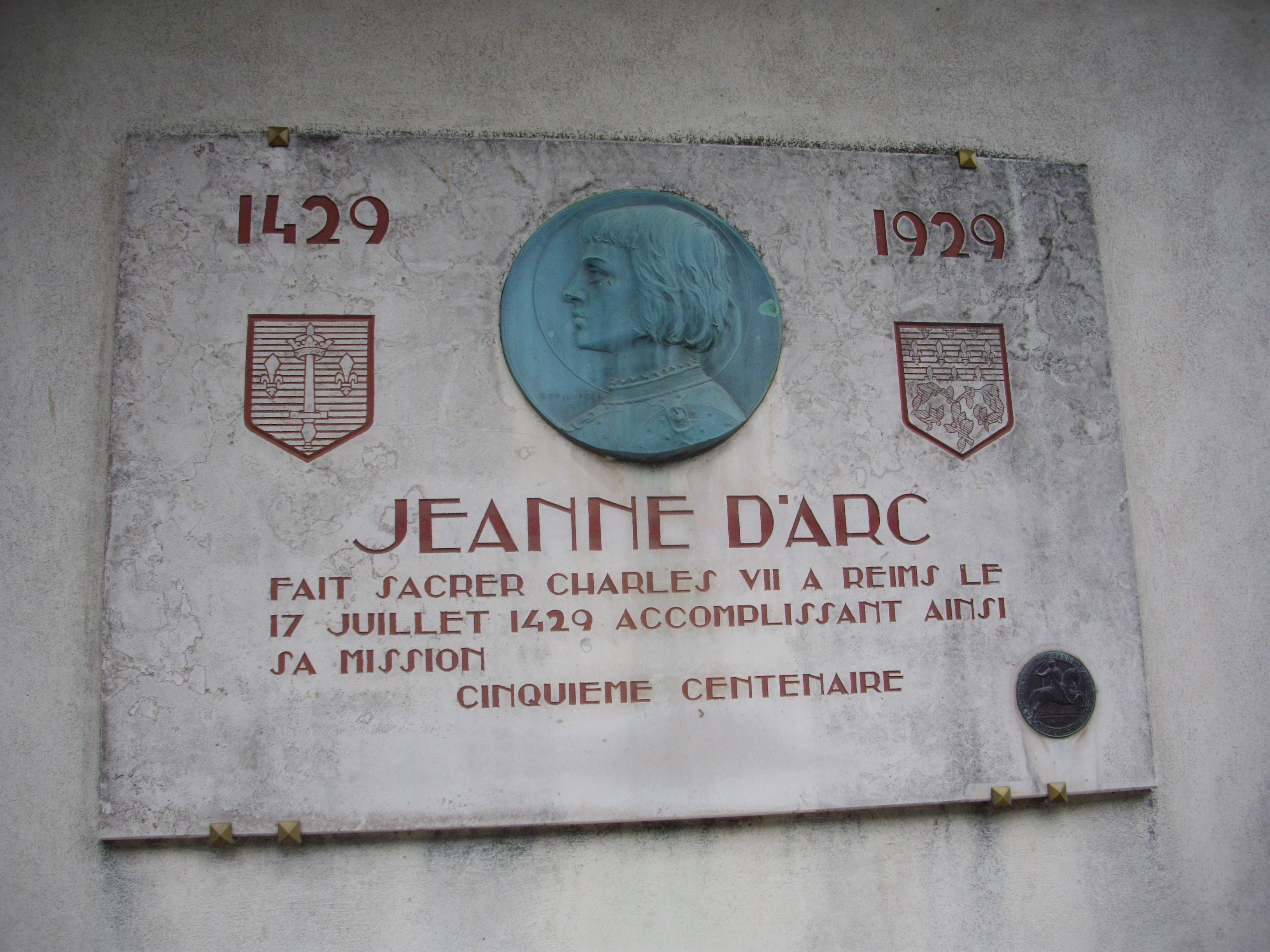
以及蘭斯